# بردگوری جونقان
بردگوری جونقان مربوط به دوره ساسانیان است و در شهرستان فارسان، بخش مرکزی، شمال شرق شهر جونقان واقع شده و این اثر در تاریخ ۱۲ شهریور ۱۳۸۶ با شمارهٔ ثبت ۱۹۵۲۴ به‌عنوان یکی از آثار ملی ایران به ثبت رسیده است.